# Pflichtverband
Pflichtverband, auch Zwangsverband genannt, bezeichnet einen Verband, der aufgrund öffentlich rechtlicher Vorschriften besteht. Typisch für Pflichtverbände ist, dass die Mitgliedschaft staatlicherseits für obligatorisch bestimmt wurde und die Betroffenen auch gegen ihren erklärten Willen Mitglieder sind und bleiben (Pflichtmitgliedschaft).
Pflichtverbände, in denen die Pflichtmitgliedschaft seit längerem umstritten ist, sind etwa die Industrie- und Handelskammern oder auch die (verfassten) Studentenschaften.